# Отношения Турции и Экваториальной Гвинеи
Отношения Турции и Экваториальной Гвинеи касаются дипломатических отношений между Республикой Экваториальная Гвинея и Турцией.

## Дипломатические отношения
После публикации об участии Франции в обучении милиции и политической полиции Франсиско Масиаса Нгемы Турция вместе с западными союзниками осудила официальную политику Франции в 1994 году. С тех пор отношения улучшились при президенте Теодоро Обианге Нгеме Мбасого.

## Президентские визиты
| Гость                          | Принимающий                    | Место визита                                           | Дата визита        |
| ------------------------------ | ------------------------------ | ------------------------------------------------------ | ------------------ |
| Президент Обианг Мбасого       | Президент Реджеп Тайип Эрдоган | Первый турецко-африканский саммит партнёрства, Стамбул | 18—21 августа 2008 |
| Президент Обианг Мбасого       | Президент Реджеп Тайип Эрдоган | Дворец Чанкая, Анкара                                  | 18—21 августа 2008 |
| Президент Реджеп Тайип Эрдоган | Президент Обианг Мбасого       | Второй турецко-африканский саммит партнёрства, Малабо  | 19—21 ноября 2014  |
| Президент Обианг Мбасого       | Президент Реджеп Тайип Эрдоган | Президентский комплекс, Анкара                         | 18 августа 2018    |
| Президент Обианг Мбасого       | Президент Реджеп Тайип Эрдоган | Президентский дворец, Стамбул                          | 26 октября 2020    |

## Экономические отношения
- Объём торговли между двумя странами в 2019 году составил 23,8 млн долларов США (турецкий экспорт/импорт: 20,2/3,6 млн долларов США)[3].
- Прямые рейсы из Стамбула в Малабо есть с 7 февраля 2020 года[3].